# Torneo Anual 2019 de Primera B (Liga Catamarqueña)
El Torneo Anual Clasificatorio 2019, de Primera B de la Liga Catamarqueña de Fútbol. Comenzó a mediados de agosto de 2018 y se extendió hasta el mes de diciembre.
Se disputó a dos ruedas, por el sistema de todos contra todos. El mismo obtuvo un ascenso a la Primera División del año 2020.
El sorteo del fixture se realizó el día lunes 29 de julio en la sede de la liga.

## Ascensos y descensos
| Prom | Descendidos de la Primera División 2018 |
| ---- | --------------------------------------- |
| 10.º | Juventud Unida (SR)                     |

| Pos | Ascendidos a la Primera División 2019 |
| --- | ------------------------------------- |
| 1.º | Salta Central                         |

## Sistema de disputa
- La competición se jugará a dos ruedas, con el sistema de todos contra todos.
- El equipo que se ubique en el primer puesto de la Tabla de Posiciones se consagrará campeón y ascenderá directamente a la Primera División 2020.
- El equipo que se ubique en la segunda posición, jugará la Promoción contra el equipo que se ubique en la penúltima ubicación de la Primera División, para conseguir el segundo ascenso.

## Equipos participantes
| # | Equipo                                  | Barrio                 | Ciudad     |
| - | --------------------------------------- | ---------------------- | ---------- |
| 1 | Club Deportivo Chacarita                | La Chacarita           | Catamarca  |
| 2 | Club Atlético Estudiantes de La Tablada | La Tablada             | Catamarca  |
| 3 | Club Atlético Independiente (H)         | España                 | Huillapima |
| 4 | Asociación Juventud Unida de Santa Rosa | 250 Viviendas          | Catamarca  |
| 5 | Club Atlético Liberal Argentino         | Alem                   | Catamarca  |
| 6 | Club Social y Deportivo Parque Daza     | Villa Parque Chacabuco | Catamarca  |
| 7 | Club Atlético Sarmiento                 | Las Margaritas         | Catamarca  |

### Distribución geográfica de los equipos
| Departamento | Cant. | Equipos                                                                             |
| ------------ | ----- | ----------------------------------------------------------------------------------- |
| Capital      | 6     | Chacarita, Estudiantes, Juventud Unida, Liberal Argentino, Parque Daza y Sarmiento. |
| Capayán      | 1     | Independiente (Huillapima).                                                         |
| Total        | 7     |                                                                                     |

## Competición

### Tabla de posiciones
| Pos. | Equipo                       | Pts. | PJ | PG | PE | PP | GF | GC | Dif. |
| ---- | ---------------------------- | ---- | -- | -- | -- | -- | -- | -- | ---- |
| 01.º | Chacarita                    | 21   | 12 | 6  | 3  | 3  | 18 | 12 | 6    |
| 02.º | Juventud Unida de Santa Rosa | 19   | 12 | 5  | 4  | 3  | 23 | 17 | 6    |
| 03.º | Independiente (Huillapima)   | 17   | 12 | 5  | 2  | 5  | 21 | 16 | 5    |
| 04.º | Liberal Argentino            | 17   | 12 | 5  | 2  | 5  | 18 | 23 | −5   |
| 05.º | Parque Daza                  | 14   | 12 | 3  | 5  | 4  | 24 | 30 | −6   |
| 06.º | Sarmiento                    | 13   | 12 | 2  | 7  | 3  | 13 | 15 | −2   |
| 07.º | Estudiantes de La Tablada    | 12   | 12 | 3  | 3  | 6  | 18 | 22 | −4   |

|  | El equipo que ocupe esta posición se consagrará campeón y ascenderá a la Primera División 2020. |
|  | El equipo que ocupe esta posición disputará la Promoción.                                       |

#### Evolución de las posiciones
| Equipo / Fecha    | 1  | 2  | 3  | 4  | 5  | 6  | 7  | 8  | 9  | 10 | 11 | 12 | 13 | 14 |
| ----------------- | -- | -- | -- | -- | -- | -- | -- | -- | -- | -- | -- | -- | -- | -- |
| Chacarita         | 07 | 07 | 03 | 04 | 05 | 04 | 02 | 03 | 02 | 02 | 02 | 02 | 02 | 01 |
| Estudiantes       | 01 | 03 | 04 | 01 | 03 | 01 | 03 | 04 | 03 | 03 | 04 | 05 | 06 | 07 |
| Independiente (H) | 02 | 06 | 06 | 07 | 07 | 05 | 06 | 07 | 05 | 07 | 05 | 03 | 03 | 03 |
| Juventud Unida    | 03 | 01 | 01 | 02 | 01 | 02 | 04 | 01 | 01 | 01 | 01 | 01 | 01 | 02 |
| Liberal Argentino | 04 | 05 | 07 | 06 | 06 | 07 | 05 | 05 | 06 | 05 | 06 | 06 | 07 | 04 |
| Parque Daza       | —  | 02 | 02 | 03 | 02 | 03 | 01 | 02 | 04 | 04 | 03 | 04 | 05 | 06 |
| Sarmiento         | 05 | 04 | 05 | 05 | 04 | 06 | 07 | 06 | 07 | 06 | 07 | 07 | 04 | 05 |

| 1. 2. |

### Resultados
| Liberal Argentino  | 0 - 0 | Sarmiento         | Malvinas Argentinas | 19 de agosto | 14:00 |
| Chacarita          | 0 - 2 | Estudiantes       | Malvinas Argentinas | 19 de agosto | 16:00 |
| Juventud Unida     | 2 - 2 | Independiente (H) | Malvinas Argentinas | 19 de agosto | 18:00 |
| Libre: Parque Daza |       |                   |                     |              |       |

| Sarmiento                | 1 - 1 | Chacarita      | Malvinas Argentinas        | 23 de agosto | 14:30 |
| Independiente (H)        | 1 - 2 | Parque Daza    | Polideportivo de Chumbicha | 24 de agosto | 13:45 |
| Estudiantes              | 0 - 2 | Juventud Unida | Malvinas Argentinas        | 24 de agosto | 14:30 |
| Libre: Liberal Argentino |       |                |                            |              |       |

| Chacarita                | 4 - 2 | Liberal Argentino | Malvinas Argentinas | 29 de agosto | 14:30 |
| Parque Daza              | 3 - 3 | Estudiantes       | Malvinas Argentinas | 29 de agosto | 16:30 |
| Juventud Unida           | 2 - 2 | Sarmiento         | Malvinas Argentinas | 30 de agosto | 14:30 |
| Libre: Independiente (H) |       |                   |                     |              |       |

| Sarmiento         | 1 - 1 | Parque Daza       | Malvinas Argentinas | 6 de septiembre | 14:00 |
| Estudiantes       | 1 - 0 | Independiente (H) | Malvinas Argentinas | 7 de septiembre | 14:30 |
| Liberal Argentino | 3 - 2 | Juventud Unida    | Malvinas Argentinas | 8 de septiembre | 14:30 |
| Libre: Chacarita  |       |                   |                     |                 |       |

| Juventud Unida     | 2 - 1 | Chacarita         | Malvinas Argentinas | 13 de septiembre | 14:30 |
| Parque Daza        | 4 - 3 | Liberal Argentino | Malvinas Argentinas | 14 de septiembre | 14:30 |
| Independiente (H)  | 1 - 1 | Sarmiento         | Malvinas Argentinas | 15 de septiembre | 14:30 |
| Libre: Estudiantes |       |                   |                     |                  |       |

| Independiente (H)     | 4 - 0 | Liberal Argentino | Polideportivo de Chumbicha | 21 de septiembre | 14:00 |
| Chacarita             | 2 - 0 | Parque Daza       | Malvinas Argentinas        | 22 de septiembre | 15:00 |
| Sarmiento             | 0 - 2 | Estudiantes       | Malvinas Argentinas        | 23 de septiembre | 15:00 |
| Libre: Juventud Unida |       |                   |                            |                  |       |

| Estudiantes       | 0 - 1 | Liberal Argentino | Malvinas Argentinas        | 27 de septiembre | 15:00 |
| Independiente (H) | 1 - 2 | Chacarita         | Polideportivo de Chumbicha | 28 de septiembre | 14:00 |
| Parque Daza       | 4 - 2 | Juventud Unida    | Malvinas Argentinas        | 29 de septiembre | 15:00 |
| Libre: Sarmiento  |       |                   |                            |                  |       |

| Sarmiento          | 0 - 0 | Liberal Argentino | La Leonera          | 5 de octubre | 15:30 |
| Independiente (H)  | 0 - 2 | Juventud Unida    | La Leonera          | 5 de octubre | 17:30 |
| Estudiantes        | 1 - 1 | Chacarita         | Malvinas Argentinas | 6 de octubre | 15:30 |
| Libre: Parque Daza |       |                   |                     |              |       |

| Juventud Unida           | 3 - 1 | Estudiantes       | Malvinas Argentinas | 11 de octubre | 15:30 |
| Parque Daza              | 0 - 4 | Independiente (H) | Malvinas Argentinas | 14 de octubre | 15:30 |
| Chacarita                | 1 - 0 | Sarmiento         | Malvinas Argentinas | 24 de octubre | 16:00 |
| Libre: Liberal Argentino |       |                   |                     |               |       |

| Sarmiento                | 1 - 0 | Juventud Unida | Malvinas Argentinas | 17 de octubre | 15:30 |
| Liberal Argentino        | 1 - 0 | Chacarita      | La Leonera          | 18 de octubre | 15:30 |
| Estudiantes              | 2 - 2 | Parque Daza    | La Leonera          | 18 de octubre | 17:30 |
| Libre: Independiente (H) |       |                |                     |               |       |

| Parque Daza       | 4 - 4 | Sarmiento         | Malvinas Argentinas | 1 de Noviembre | 15:30 |
| Juventud Unida    | 4 - 1 | Liberal Argentino | Malvinas Argentinas | 1 de Noviembre | 17:30 |
| Independiente (H) | 5 - 3 | Estudiantes       | Malvinas Argentinas | 3 de Noviembre | 16:00 |
| Libre: Chacarita  |       |                   |                     |                |       |

| Sarmiento          | 0 - 1 | Independiente (H) | Malvinas Argentinas | 8 de noviembre | 16:00 |
| Liberal Argentino  | 4 - 2 | Parque Daza       | Malvinas Argentinas | 8 de noviembre | 18:00 |
| Chacarita          | 1 - 1 | Juventud Unida    | Malvinas Argentinas | 9 de Noviembre | 16:00 |
| Libre: Estudiantes |       |                   |                     |                |       |

| Estudiantes           | 2 - 3 | Sarmiento         | Malvinas Argentinas | 15 de noviembre | 16:00 |
| Liberal Argentino     | 1 - 2 | Independiente (H) | Malvinas Argentinas | 16 de noviembre | 16:00 |
| Parque Daza           | 1 - 3 | Chacarita         | Malvinas Argentinas | 17 de noviembre | 16:00 |
| Libre: Juventud Unida |       |                   |                     |                 |       |

| Liberal Argentino | 2 - 1 | Estudiantes       | Malvinas Argentinas | 30 de Noviembre | 16:00 |
| Chacarita         | 2 - 0 | Independiente (H) | Malvinas Argentinas | 30 de Noviembre | 18:00 |
| Juventud Unida    | 1 - 1 | Parque Daza       | Malvinas Argentinas | 30 de Noviembre | 20:00 |
| Libre: Sarmiento  |       |                   |                     |                 |       |

| 1. |

|                                       |
| Club Deportivo Chacarita 5° título    |
| Campeón Torneo Anual 2019 (Primera B) |

## Promoción
| 14 de diciembre, 17:00                                    | Salta Central                                                      | 1 - 5   | Juventud Unida | Malvinas Argentinas, Catamarca |                             |
|                                                           | Federico Barros 18' · Alejandro Carrizo 31' · Franco Contreras 74' | Reporte | 20' Marcos Vega · 54' Maximiliano Silva · 59' 65' Marcos Agüero · 61' Iván Roldán · 86' Emanuel Varela · 88' Rodríguez | Árbitro(s): Jerónimo Toledo    | Árbitro(s): Jerónimo Toledo |
| Juventud Unida de Santa Rosa ascendió a Primera División. |                                                                    |         | |                                |                             |

## Estadísticas

### Goleadores
| Jugador                       | Equipo            | Goles |
| ----------------------------- | ----------------- | ----- |
| Sergio Altamirano             | Parque Daza       | 13    |
| Yamil Sahid                   | Liberal Argentino | 7     |
| Actualizado al 1 de diciembre |                   |       |

| Adrián Coronel         | Independiente (H) | 5 |
| Diego Quiroga          | Juventud Unida    | 5 |
| Marcos Agüero          | Juventud Unida    | 5 |
| Matías Oliva           | Sarmiento         | 5 |
| Nicolás Salcedo        | Juventud Unida    | 5 |
| Braian Romero          | Chacarita         | 4 |
| José Silveria          | Independiente (H) | 4 |
| Nelson Paredes         | Independiente (H) | 4 |
| Ángel Nieva            | Sarmiento         | 3 |
| Facundo Chazampi       | Parque Daza       | 3 |
| Federico Godoy         | Estudiantes       | 3 |
| Gastón Sosa Orellana   | Juventud Unida    | 3 |
| Isaías Rodríguez       | Independiente (H) | 3 |
| Luciano Castillo       | Chacarita         | 3 |
| Maximiliano Sosa       | Estudiantes       | 3 |
| Raúl Zar               | Parque Daza       | 3 |
| Braian Centurión       | Liberal Argentino | 2 |
| Carlos Granados        | Liberal Argentino | 2 |
| Carlos Herrera         | Chacarita         | 2 |
| David Lucero           | Estudiantes       | 2 |
| Diego Pacheco          | Parque Daza       | 2 |
| Diego Vergara Seco     | Estudiantes       | 2 |
| Facundo Romero         | Independiente (H) | 2 |
| Jorge Agüero           | Juventud Unida    | 2 |
| Jorge González         | Sarmiento         | 2 |
| Martín Quiroga         | Estudiantes       | 2 |
| Nelson Cordero         | Chacarita         | 2 |
| Rodrigo Herrera Gaitán | Liberal Argentino | 2 |
| Santiago Nieva         | Liberal Argentino | 2 |
| Walter Sarmiento       | Chacarita         | 2 |
| Aarón Álamo            | Estudiantes       | 1 |
| Alfredo Ramírez Silva  | Estudiantes       | 1 |
| Álvaro Monges          | Estudiantes       | 1 |
| Axel Juárez            | Estudiantes       | 1 |
| Brian Barros           | Liberal Argentino | 1 |
| Cristian Doria         | Independiente (H) | 1 |
| Exequiel Díaz Elena    | Estudiantes       | 1 |
| Facundo Sayavedra      | Liberal Argentino | 1 |
| Franco Bordón          | Juventud Unida    | 1 |
| Franco Paredes         | Independiente (H) | 1 |
| Gonzalo Heredia        | Chacarita         | 1 |
| Gonzalo Romero         | Chacarita         | 1 |
| Iván Roldán            | Juventud Unida    | 1 |
| Juan Díaz              | Independiente (H) | 1 |
| Juan López             | Sarmiento         | 1 |
| Kevin Romero           | Sarmiento         | 1 |
| Lisandro Acevedo       | Parque Daza       | 1 |
| Lucas Argüello         | Chacarita         | 1 |
| Luis Sánchez           | Chacarita         | 1 |
| Maximiliano Silva      | Juventud Unida    | 1 |
| Misael López           | Parque Daza       | 1 |
| Pablo Núñez            | Estudiantes       | 1 |
| Roberto Romero         | Chacarita         | 1 |
| Sergio Pérez Castro    | Sarmiento         | 1 |

### Autogoles
| Fecha      | Jugador          | Equipo            | Autogoles | Contra            |
| ---------- | ---------------- | ----------------- | --------- | ----------------- |
| 08/09/2019 | Franco Salcedo   | Juventud Unida    | 1         | Liberal Argentino |
| 14/09/2019 | Javier Quipildor | Liberal Argentino | 1         | Parque Daza       |